# 王偉 (棒球運動員)
王偉（1978年12月25日—）是一位中國出生的棒球選手。守備位置是捕手。

## 棒球經歷
- 中國棒球聯賽北京猛虎隊
- 西雅圖水手隊（小聯盟）

## 棒球生涯
王偉是一位捕手，並且擁有優異的長打能力。王偉於1998年首次入選中國棒球代表隊。在同為北京猛虎隊的前中國隊中心打者江曉宇退出之後，接下中心打者的位置。他在2006年世界棒球經典賽對日本的比賽中，面對日本隊的先發投手上原浩治（讀賣巨人隊）打出了追平比數的全壘打，該支全壘打亦為該賽事歷史上第一支全壘打。2006年他也參加了杜哈亞運會的棒球比賽，並且打出了兩支全壘打。
另外在職業生涯上，王偉也在2003年拿下了中國棒球聯賽的全壘打王。2007年6月21日，西雅圖水手隊宣佈，與王偉和另一位同為北京隊的選手賈昱冰簽下了小聯盟合約，並且會讓兩位選手待在水手隊位於澳洲夏季聯盟的小聯盟球隊，以避免影響中國隊集訓的時間。

## 基本資料
- 身高：188公分 （約 6呎2吋）
- 體重：86公斤  （約 190磅）
- 效力球隊：西雅圖水手隊（小聯盟）
- 守備位置：捕手
- 投打：右投右打
- 背號：56

## 外部連結
- 西雅圖水手隊和兩位中國選手簽下小聯盟合約 （页面存档备份，存于） （英文）

- 王偉在台灣棒球維基館上的頁面（繁體中文）